# AEK Athens F.C.
AEK FC (tiếng Hy Lạp: ΠΑΕ A.E.K. [aek]; Αθλητική Ένωσις Κωνσταντινουπόλεως; Athlitikí Énosis Konstantinoupόleos) là một câu lạc bộ bóng đá chuyên nghiệp của Hy Lạp có trụ sở ở Nea Filadelfeia, ngoại ô Attica, Hy Lạp.
Được thành lập ở Nea Filadelfeia vào năm 1924 bởi những người tị nạn Hy Lạp từ Istanbul sau Chiến tranh Hy Lạp-Thổ Nhĩ Kỳ (1919–1922), AEK là một trong ba đội bóng thành công nhất ở bóng đá Hy Lạp (bao gồm Olympiacos và Panathinaikos), giành được 30 danh hiệu quốc gia và là đội duy nhất đã vô địch tất cả các giải đấu do Liên đoàn bóng đá Hy Lạp tổ chức (12 chức vô địch quốc gia, 15 Cúp bóng đá Hy Lạp, 1 Cúp Liên đoàn và 2 Siêu cúp).
Câu lạc bộ đã xuất hiện nhiều lần ở các giải đấu châu Âu (UEFA Champions League, UEFA Europa League và giải UEFA Cup Winners' Cup không còn tồn tại). Đây là đội Hy Lạp duy nhất lọt đến bán kết của Cúp UEFA (1976–77) và tứ kết của UEFA Cup Winners' Cup hai lần (1996–97 và 1997–98).
AEK cũng là đội Hy Lạp đầu tiên lọt đến tứ kết của Cúp C1 châu Âu (1968–69) và cả vòng bảng của UEFA Champions League (1994–95).

## Thành tích

### Giải đấu quốc nội
Vô địch quốc gia:
- Giải vô địch quốc gia (Hạng nhất quốc gia)
  -  Vô địch (12): 1938–39, 1939–40, 1962–63, 1967–68, 1970–71, 1977–78, 1978–79, 1988–89, 1991–92, 1992–93, 1993–94, 2017–18
- Giải bóng đá hạng nhất (Hạng nhì quốc gia)
  -  Vô địch (1): 2014–15
- Gamma Ethniki (Hạng ba quốc gia)
  -  Vô địch (1): 2013–14 (Nhóm 6)

Cúp:
- Cúp Hy Lạp
  -  Vô địch (16): 1931–32, 1938–39, 1948–49, 1949–50, 1955–56, 1963–64, 1965–66, 1977–78, 1982–83, 1995–96, 1996–97, 1999–2000, 2001–02, 2010–11, 2015–16, 2022-23
- Siêu cúp bóng đá Hy Lạp[7]
  -  Vô địch (2): 1989, 1996
- Cúp Liên đoàn bóng đá Hy Lạp
  -  Vô địch (1) (kỷ lục): 1990

### Cú đúp
- Vô địch (2): 1938–39, 1977–78

### Giải đấu châu Âu
- Cúp C1 châu Âu
  - Tứ kết (1): 1968–69
- Cúp UEFA
  -  Bán kết (1): 1976–77
- UEFA Cup Winners' Cup
  - Tứ kết (2): 1996–97, 1997–98
- Cúp bóng đá Balkan
  -  Á quân (1): 1966–67

### Khu vực
- Athens F.C.A. Regional Championship
  -  Vô địch (5): 1940, 1943, 1946, 1947, 1950
- Pre-Mediterranean Cup
  -  Vô địch (1) (kỷ lục): 1991

### Giải đấu
- Sydney Festival of Football
  -  Vô địch (1) (kỷ lục): 2010
- Nova Supersports Cup
  -  Vô địch (1) (đồng kỷ lục): 1999
  -  Á quân (2): 2000, 2001

Nguồn: AEK Athens F.C.

## Cầu thủ

### Đội hình hiện tại
Tính đến 11 tháng 1 năm 2025
Ghi chú: Quốc kỳ chỉ đội tuyển quốc gia được xác định rõ trong điều lệ tư cách FIFA. Các cầu thủ có thể giữ hơn một quốc tịch ngoài FIFA.
| Số | VT | Quốc gia           | Cầu thủ                    |
| -- | -- | ------------------ | -------------------------- |
| 1  | TM | Albania            | Thomas Strakosha           |
| 2  | HV | Cameroon           | Harold Moukoudi            |
| 3  | HV | Hy Lạp             | Stavros Pilios             |
| 4  | TV | Ba Lan             | Damian Szymański (đội phó) |
| 6  | TV | Đan Mạch           | Jens Jønsson               |
| 7  | TĐ | Trinidad và Tobago | Levi García                |
| 8  | TV | Serbia             | Mijat Gaćinović            |
| 9  | TV | Argentina          | Erik Lamela                |
| 11 | TĐ | Mauritanie         | Aboubakary Koïta           |
| 12 | HV | Hy Lạp             | Lazaros Rota               |
| 13 | TV | México             | Orbelín Pineda             |
| 14 | TĐ | Haiti              | Frantzdy Pierrot           |
| 16 | TV | Hy Lạp             | Sotiris Tsiloulis          |

| Số | VT | Quốc gia    | Cầu thủ                   |
| -- | -- | ----------- | ------------------------- |
| 18 | HV | Perú        | Alexander Callens         |
| 19 | TV | Thụy Điển   | Niclas Eliasson           |
| 20 | TV | Hy Lạp      | Petros Mantalos           |
| 21 | HV | Croatia     | Domagoj Vida (đội trưởng) |
| 22 | TV | Tây Ban Nha | Paolo Fernandes           |
| 23 | TV | Croatia     | Robert Ljubičić           |
| 24 | HV | Hy Lạp      | Gerasimos Mitoglou        |
| 26 | TĐ | Pháp        | Anthony Martial           |
| 28 | HV | Iran        | Ehsan Hajsafi             |
| 29 | HV | Anh         | Moses Odubajo             |
| 37 | TV | Argentina   | Roberto Pereyra           |
| 91 | TM | Ý           | Alberto Brignoli          |
| 99 | TM | Hy Lạp      | Georgios Theocharis       |

#### Dự bị và Học viện
Ghi chú: Quốc kỳ chỉ đội tuyển quốc gia được xác định rõ trong điều lệ tư cách FIFA. Các cầu thủ có thể giữ hơn một quốc tịch ngoài FIFA.
| Số | VT | Quốc gia | Cầu thủ                   |
| -- | -- | -------- | ------------------------- |
| 33 | TV | Hy Lạp   | Christos Noulas           |
| 40 | HV | Hy Lạp   | Giannis Christofilopoulos |
| 42 | HV | Albania  | Ajdi Dajko                |
| 43 | TĐ | Hy Lạp   | Alexis Golfinos           |
| 48 | HV | Hy Lạp   | Spyros Chatzikyriakos     |

| Số | VT | Quốc gia     | Cầu thủ                 |
| -- | -- | ------------ | ----------------------- |
| 67 | TV | Hy Lạp       | Vasilios Troumpoulos    |
| 69 | TV | Albania      | Laert Papa              |
| 72 | TĐ | Hy Lạp       | Apostolos Christopoulos |
| 88 | TV | Cộng hòa Síp | Nikolas Dimitriou       |
| 99 | TM | Hy Lạp       | Georgios Theocharis     |

### Cho mượn
Ghi chú: Quốc kỳ chỉ đội tuyển quốc gia được xác định rõ trong điều lệ tư cách FIFA. Các cầu thủ có thể giữ hơn một quốc tịch ngoài FIFA.
| Số | VT | Quốc gia | Cầu thủ                                                              |
| -- | -- | -------- | -------------------------------------------------------------------- |
| —  | HV | Pháp     | Clément Michelin (tại Bordeaux đến ngày 30 tháng 6 năm 2023)         |
| —  | HV | Ukraina  | Oleh Danchenko (tại Zorya Luhansk đến ngày 30 tháng 6 năm 2023)      |
| —  | HV | Hy Lạp   | Stratos Svarnas (tại Raków Częstochowa đến ngày 30 tháng 6 năm 2023) |

## Cựu cầu thủ đáng chú ý

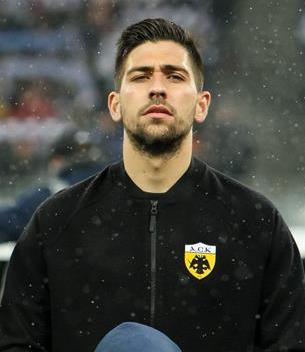
Anastasios Bakasetas
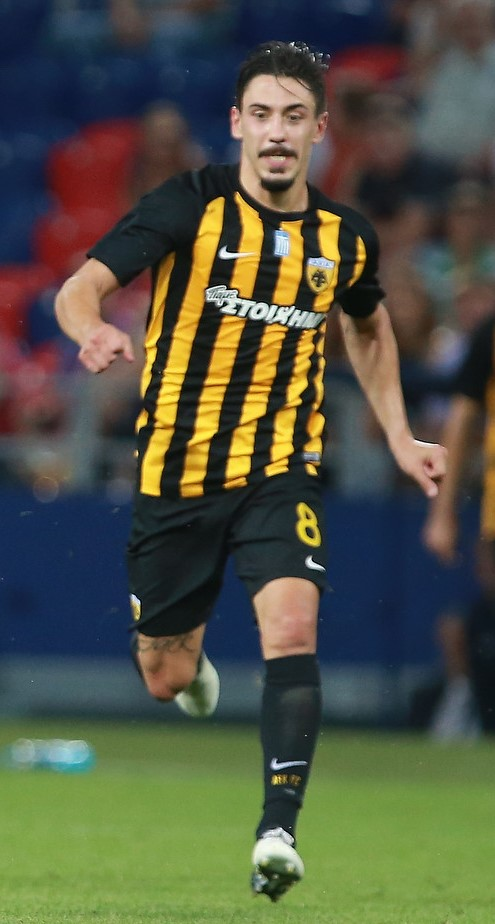
André Simões
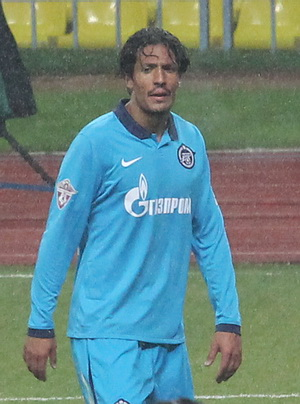
Bruno Alves
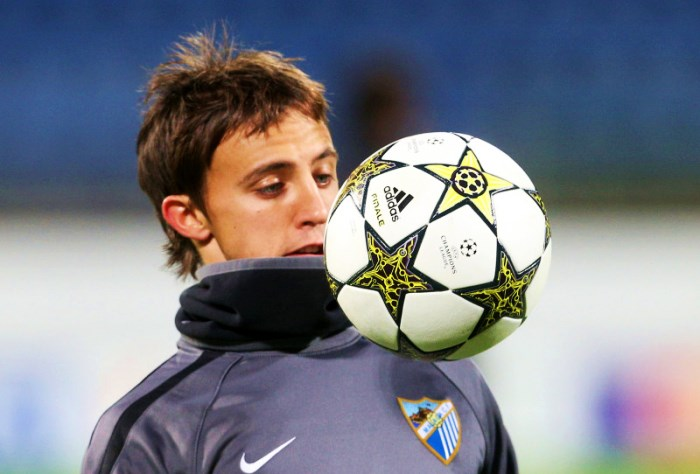
Diego Buonanotte
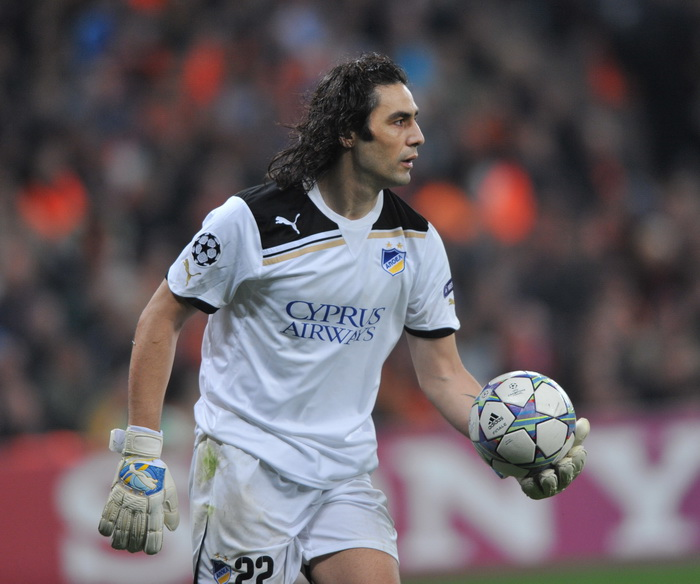
Dionysis Chiotis
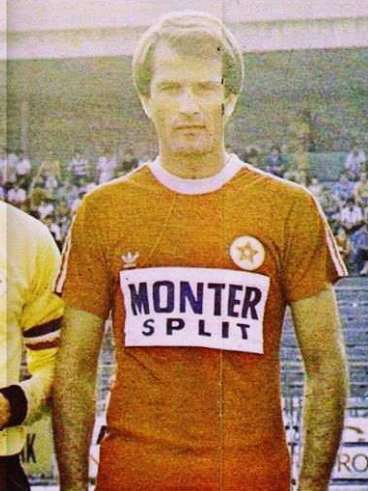
Dušan Bajević
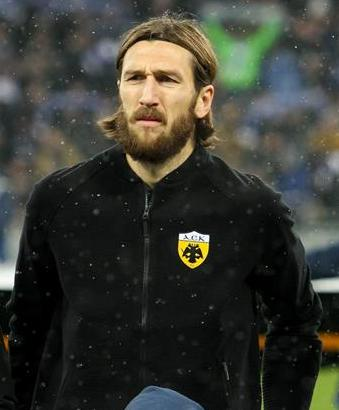
Dmytro Chyhrynskyi
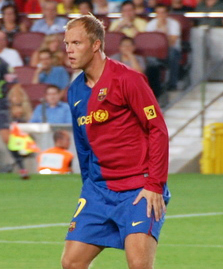
Eidur Gudjohnsen
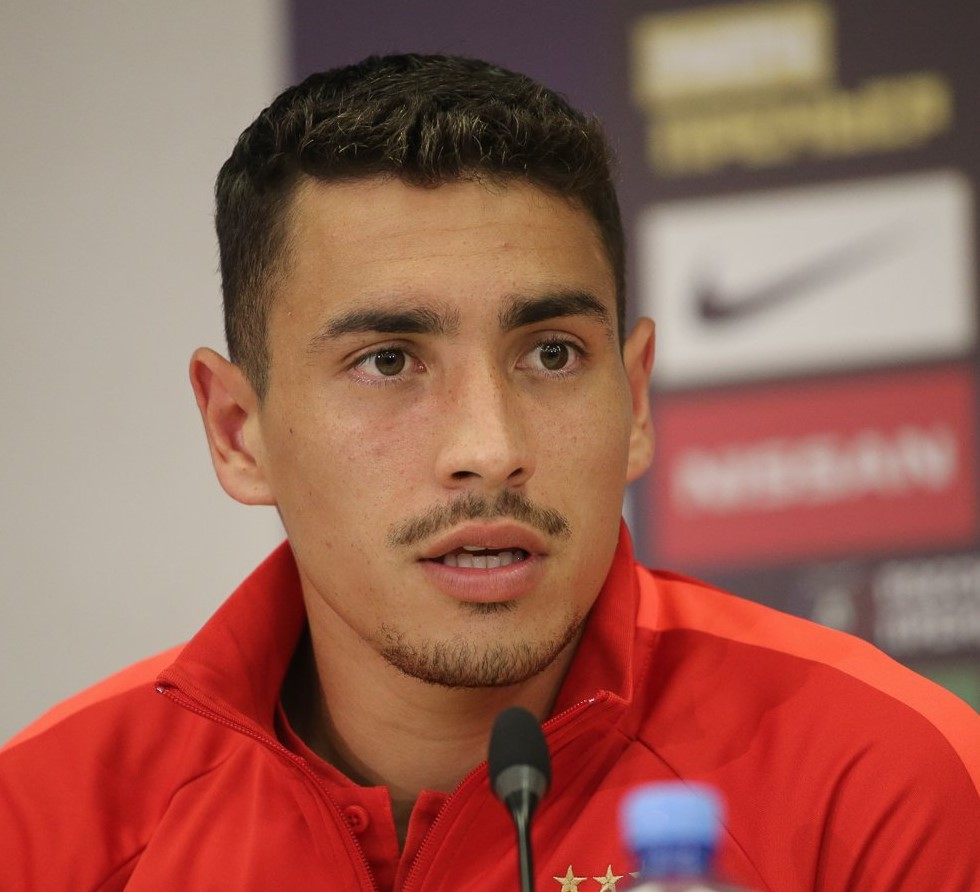
Ezequiel Ponce
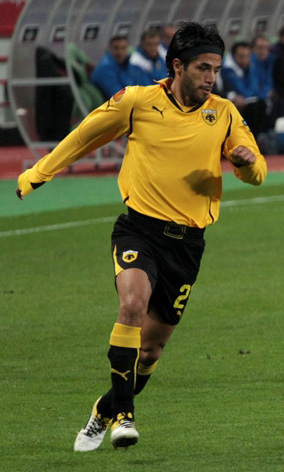
Fabián Vargas
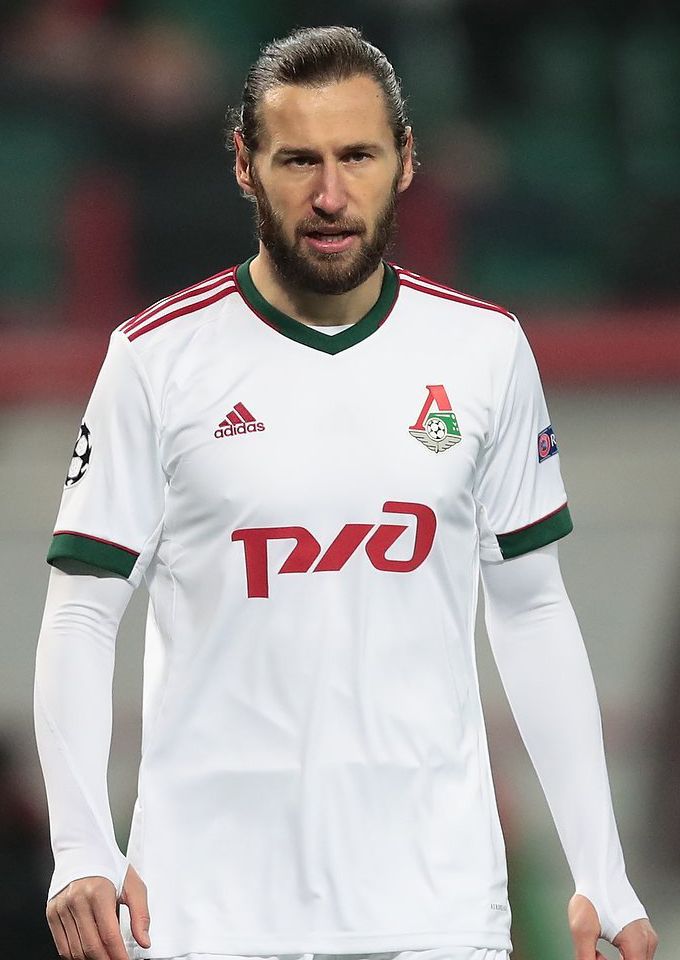
Grzegorz Krychowiak
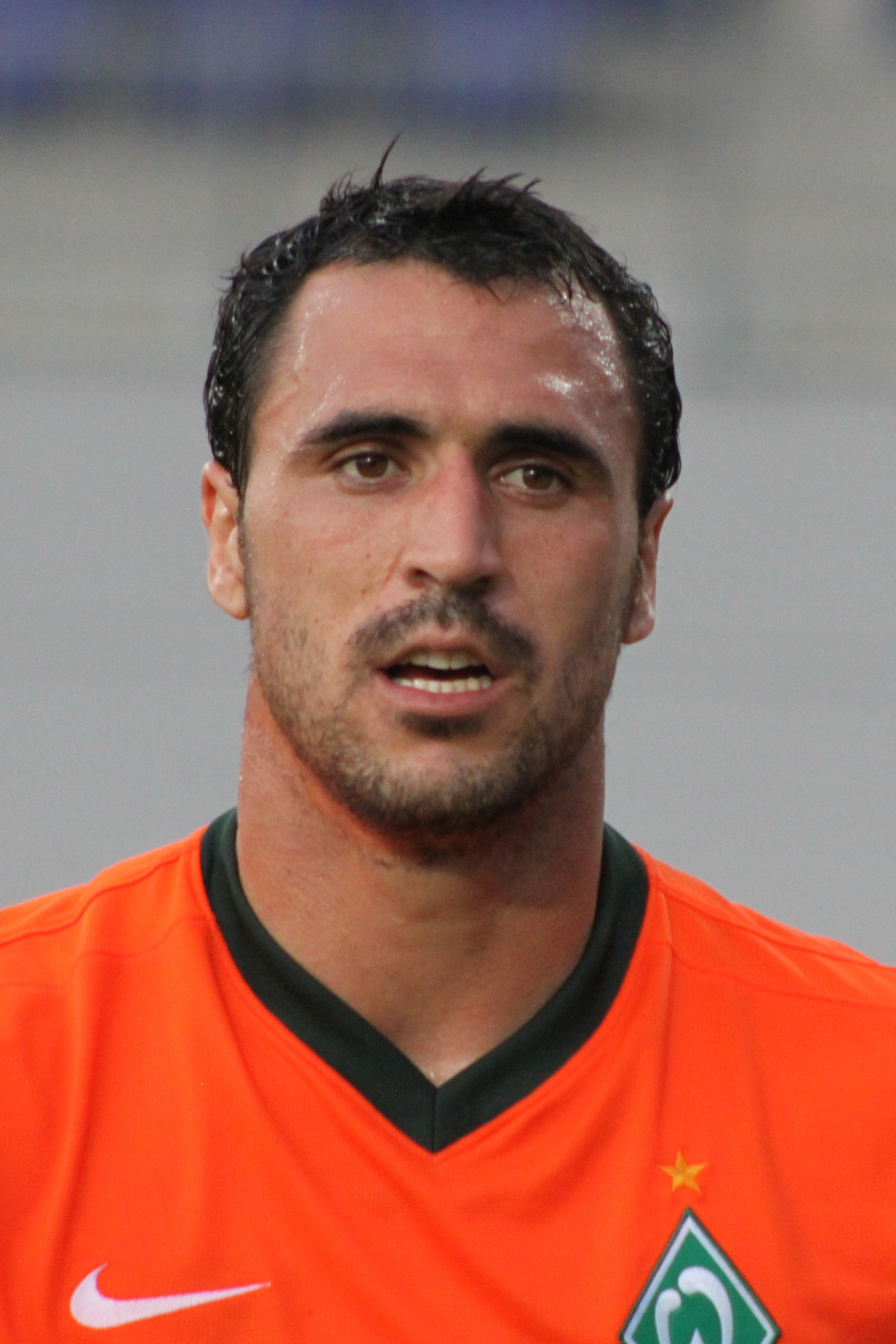
Hugo Almeida
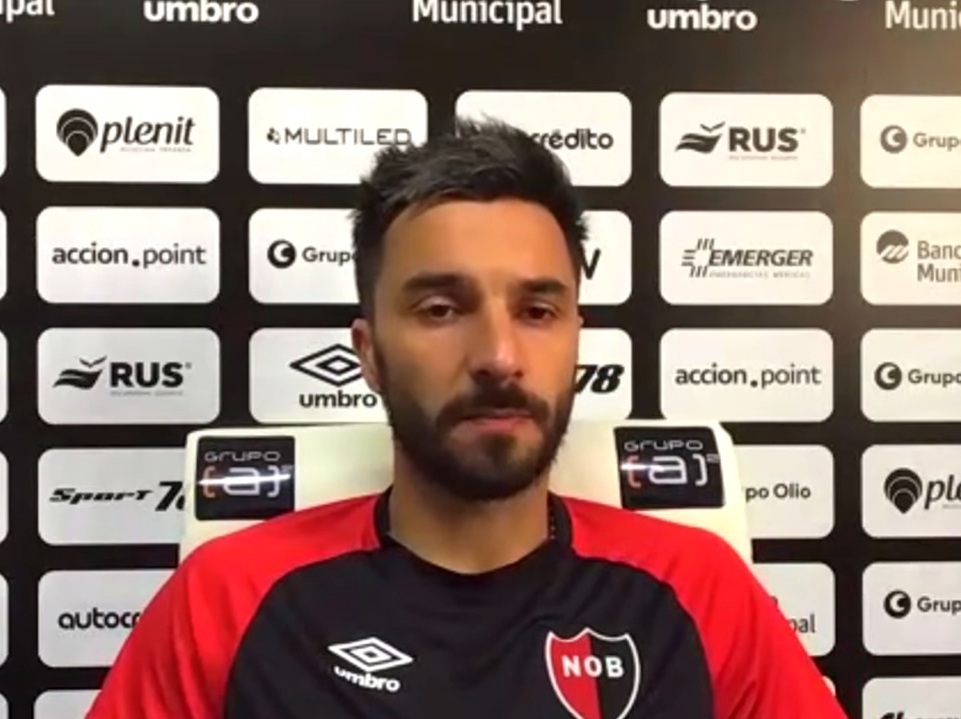
Ignacio Scocco
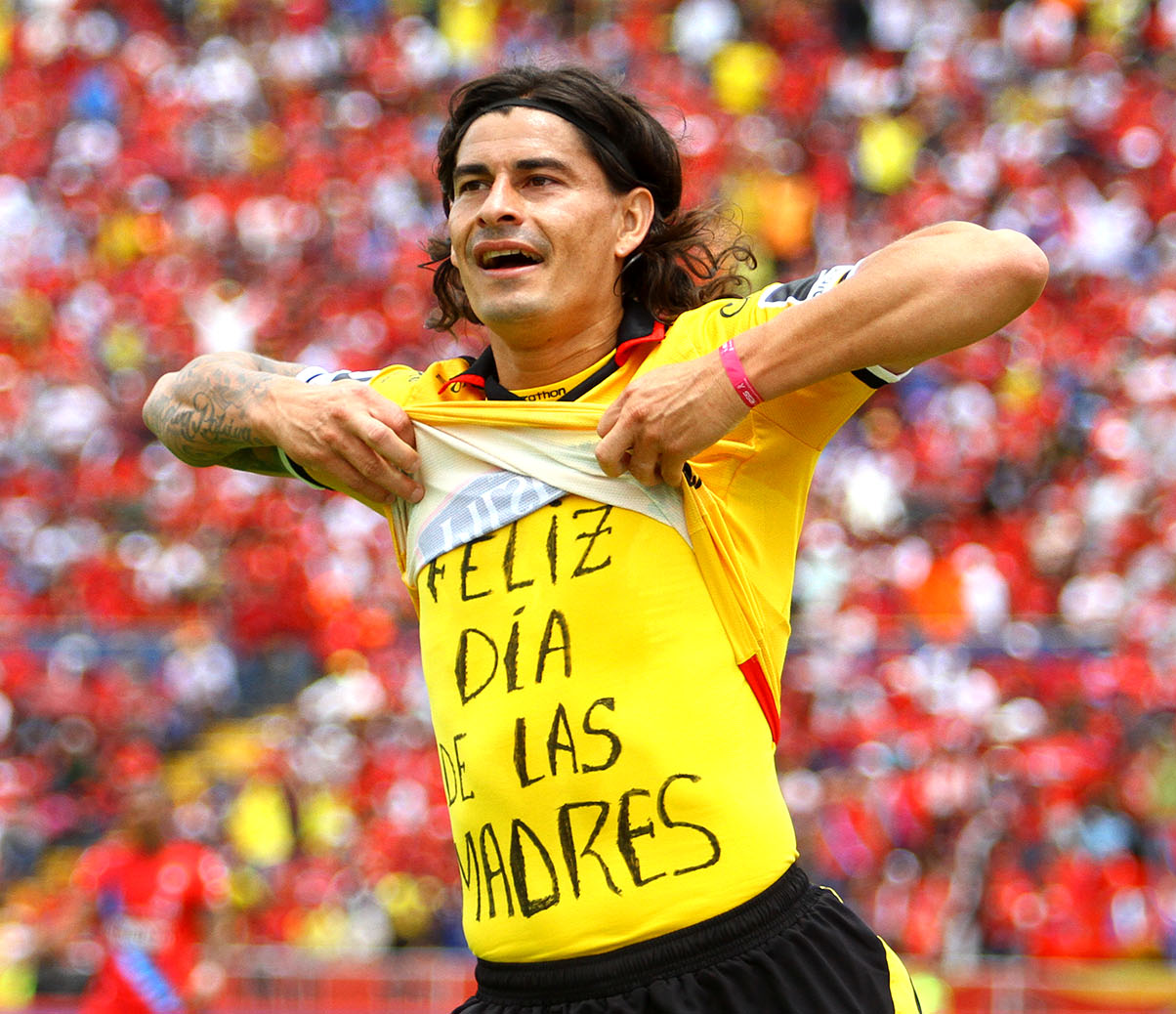
Ismael Blanco
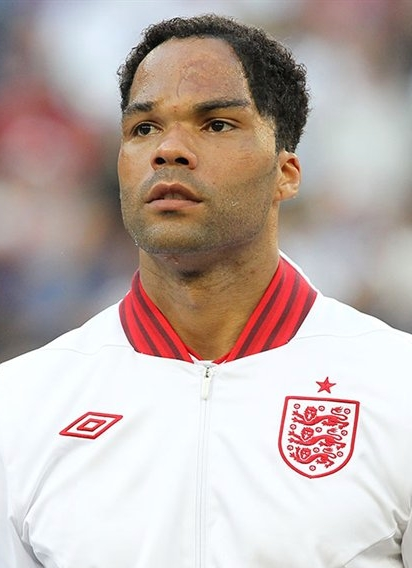
Joleon Lescott
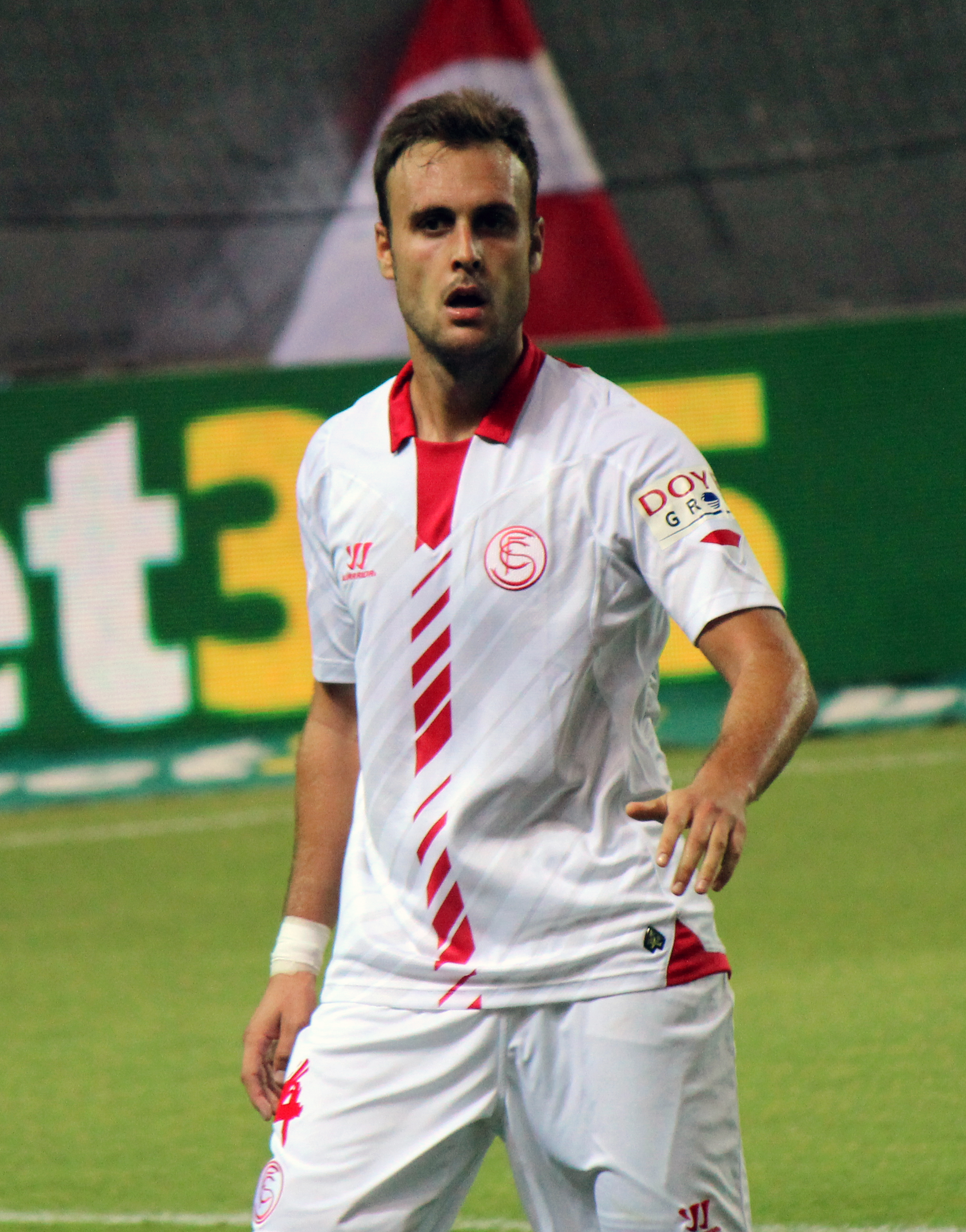
Juan Cala
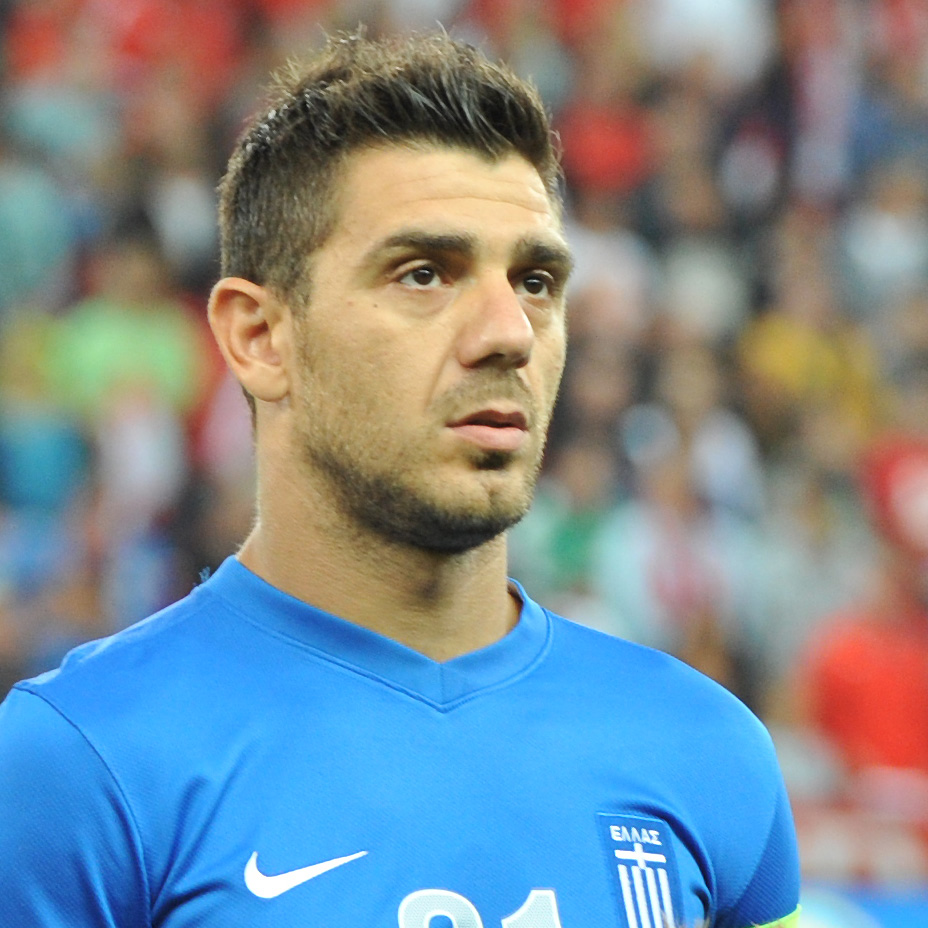
Kostas Katsouranis
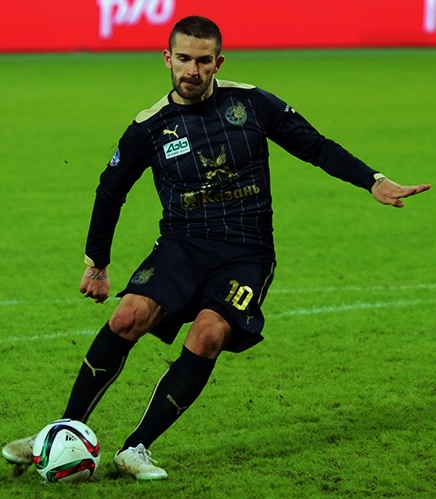
Marko Livaja
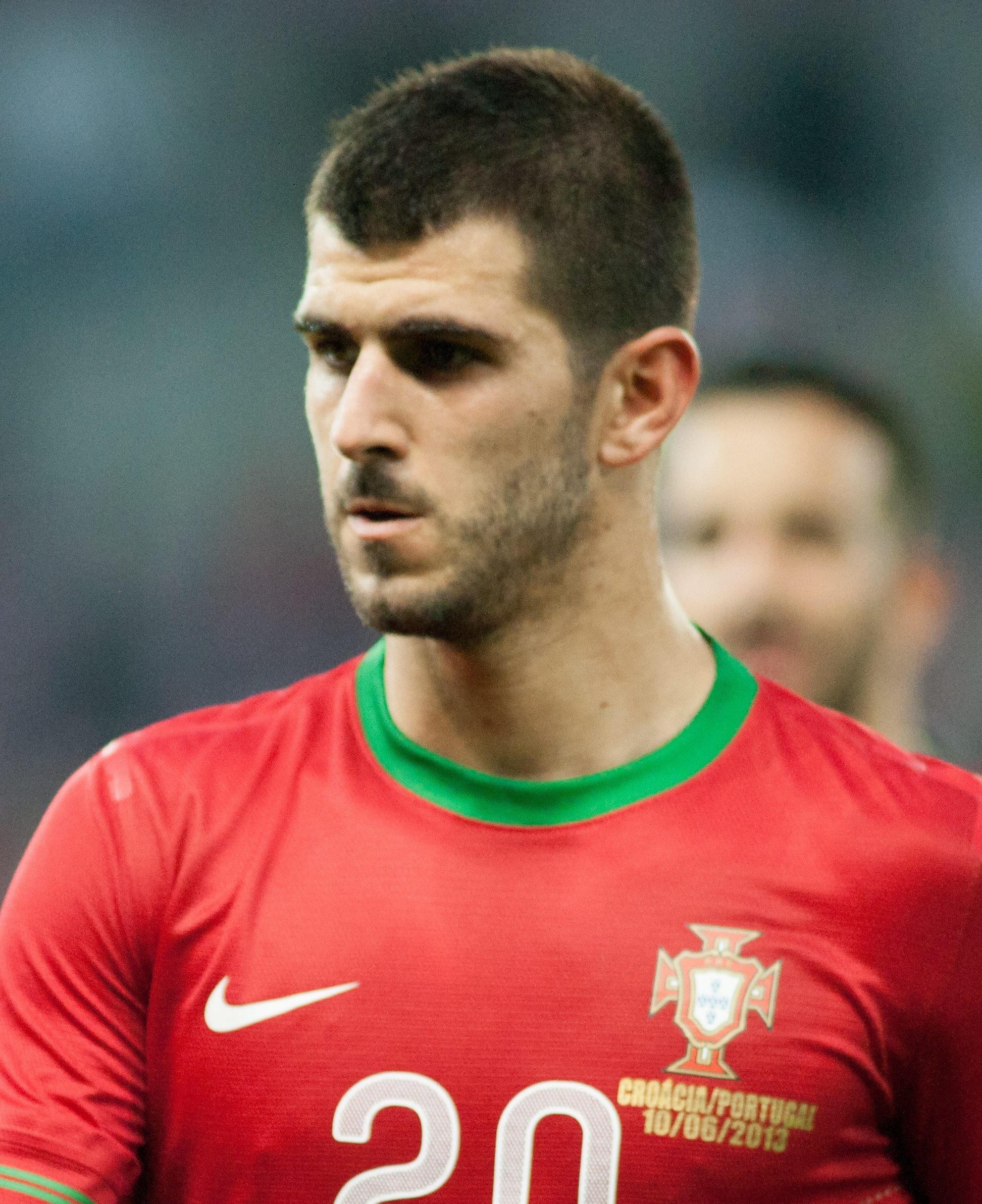
Nélson Oliveira
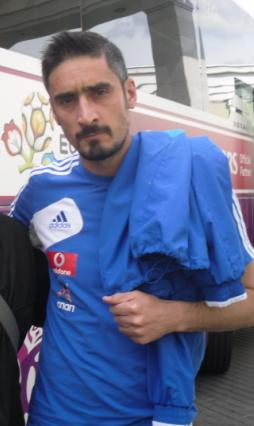
Nikos Liberopoulos
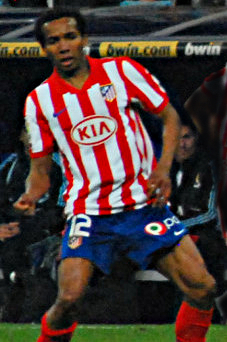
Paulo Assunção
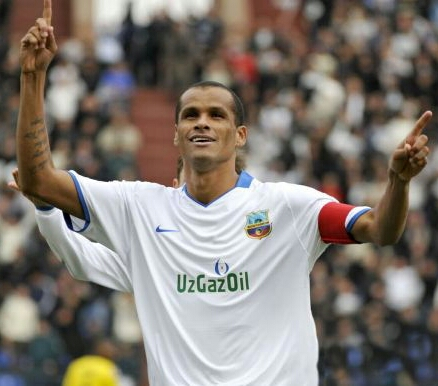
Rivaldo
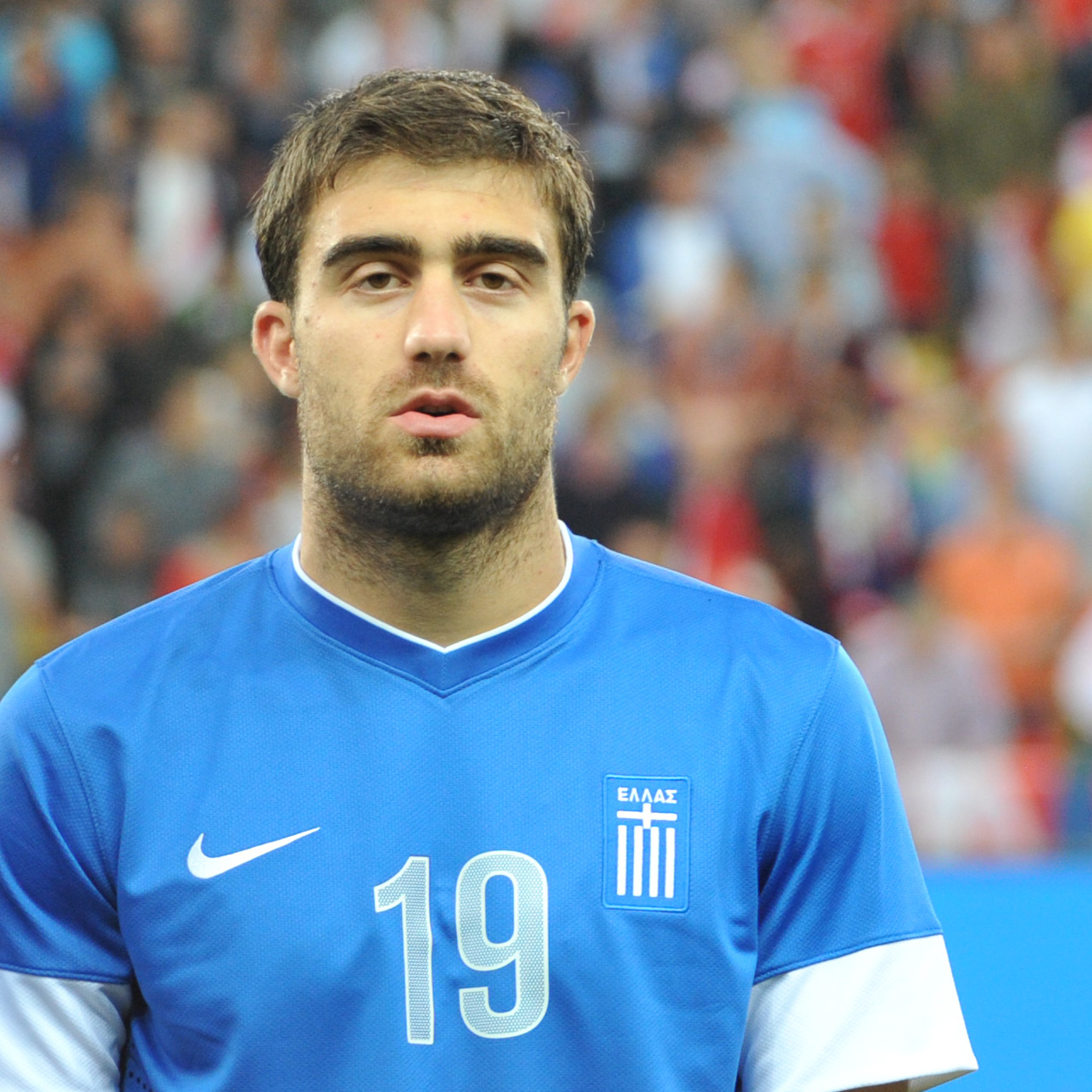
Sokratis Papastathopoulos
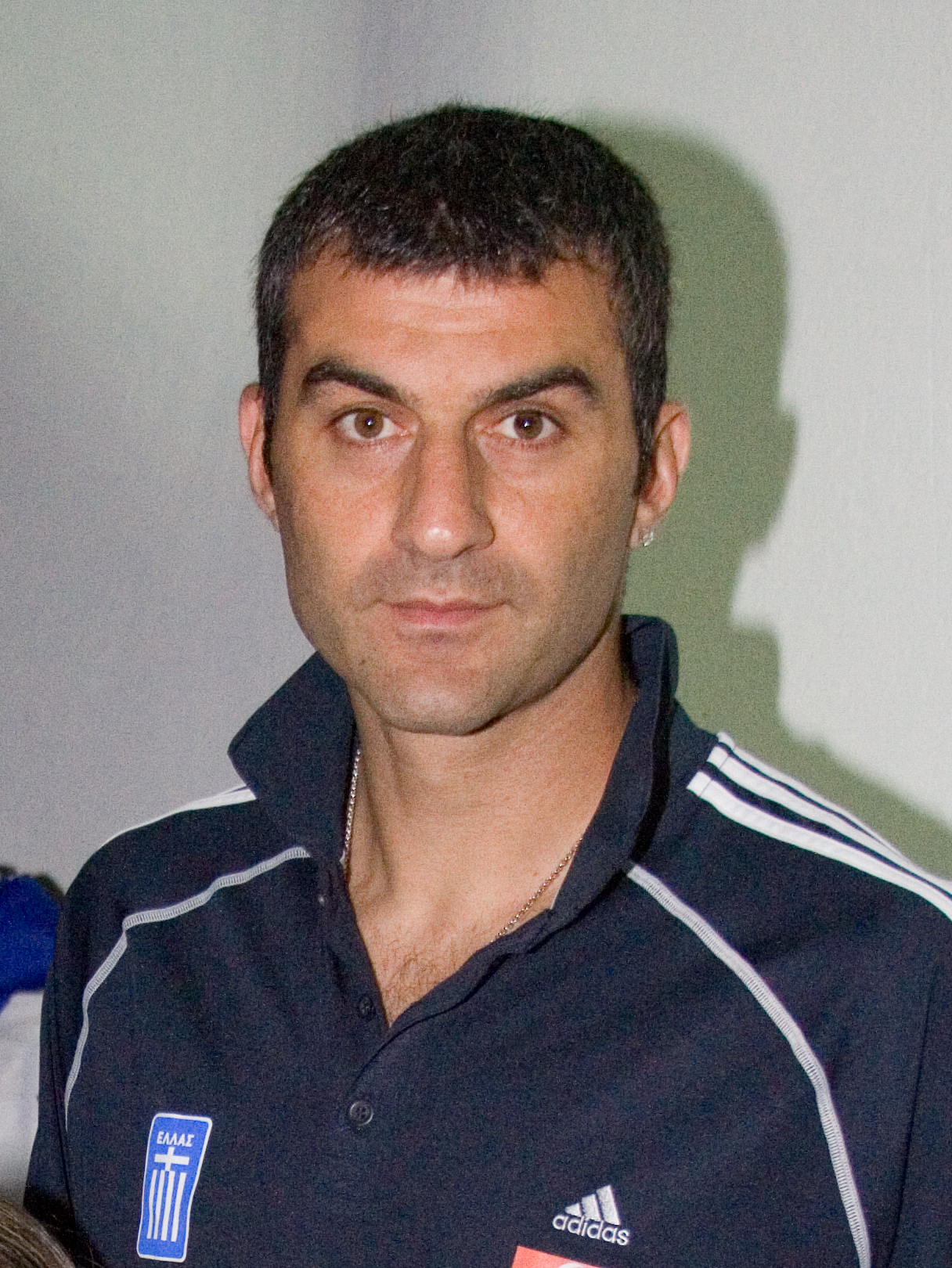
Traianos Dellas
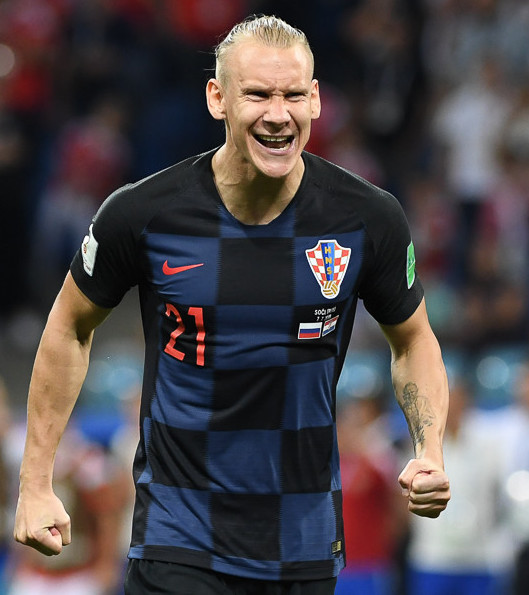
Domagoj Vida

## Sách
- Μακρίδης, Παναγιώτης (1955). Η ΙΣΤΟΡΙΑ ΤΗΣ ΑΕΚ (bằng tiếng Hy Lạp). Αθήνα, Ελλάδα: Αθλητική Ηχώ.
- Συλλογικό έργο (1979). Η αθλητική δράση των Ρωμιών της Πόλης 1896–1976 (bằng tiếng Hy Lạp). Κωνσταντινούπολη, Τουρκία: Ειδική Έκδοση.
- Αλεξανδρής, Γ.Χ. (1996). Η Ιστορία της ΑΕΚ (bằng tiếng Hy Lạp). Αθήνα, Ελλάδα: Ιδιωτική Έκδοση Γ.Χ. Αλεξανδρής.
- Καραπάνος, Παναγιώτης (1999). Το αλφαβητάρι της ΑΕΚ: Όλα όσα πρέπει να ξέρεις και δεν σου έχουν πει για την ΑΕΚ (bằng tiếng Hy Lạp). Αθήνα, Ελλάδα: Εκδόσεις Δίαυλος. ISBN  978-960-531-066-0.
- Νόταρης, Ι. Σωτήρης (2002). ΑΕΚ, κλασικός αθλητισμός: Ο καρπός της αθλητικής παράδοσης της Πόλης στη σύγχρονη Αθήνα από το 1924 έως τις μέρες μας (bằng tiếng Hy Lạp). Αθήνα, Ελλάδα: Εκδόσεις Καλαβρία.
- Συλλογικό έργο (2007). Ο Κιτρινόμαυρος Δικέφαλος (bằng tiếng Hy Lạp). Αθήνα, Ελλάδα: Εκδόσεις Παπαδόπουλος. ISBN 978-960-412-558-6.
- Κατσαρός, Κωνσταντίνος (2008). Κώστας Νεστορίδης: Ο μάγος της μπάλας (bằng tiếng Hy Lạp). Αθήνα, Ελλάδα: Εκδόσεις Άγκυρα. ISBN 978-960-422-625-2.
- Συλλογικό έργο (2009). ΑΕΚ: Για πάντα πρωταθλητές (bằng tiếng Hy Lạp). Αθήνα, Ελλάδα: Εκδόσεις Σκάι. ISBN 978-960-482-018-4.
- Κακίσης, Σωτήρης (2011). Ένωσις! (bằng tiếng Hy Lạp). Λευκωσία, Κύπρος: Εκδόσεις Αιγαίον. ISBN 978-996-369-277-4.
- Συλλογικό έργο (2014). 90 ΧΡΟΝΙΑ, Η ΙΣΤΟΡΙΑ ΤΗΣ ΑΕΚ (bằng tiếng Hy Lạp). Αθήνα, Ελλάδα: Εκδοτικός Οίκος Α. Α. Λιβάνη. ISBN 978-960-14-2802-4.
- Συλλογικό έργο (2017). Ποιος, ποιος, ποιος, ο μαύρος θεός (bằng tiếng Hy Lạp). Αθήνα, Ελλάδα: Εκδόσεις Ελληνοεκδοτική. ISBN 978-960-563-146-8.
- Αγγελίδης, Νικόλαος (2017). Όλες οι ΑΕΚ του κόσμου (bằng tiếng Hy Lạp). Αθήνα, Ελλάδα: Εκδόσεις Νότιος Άνεμος. ISBN 978-960-951-152-0.